# Provinciale weg 233
De provinciale weg N233 verbindt Veenendaal met Ochten. 

Ter hoogte van Veenendaal sluit de weg aan op de A12, bij Ochten op de A15. Bij Rhenen volgt de weg het tracé van de voormalige spoorlijn Kesteren - Amersfoort. De N233 loopt door de spoorkuil, kruist hier ongelijkvloers de N225 en steekt de Nederrijn over met een brug gebouwd op de plaats van de in de Tweede Wereldoorlog verwoeste spoorbrug.

## Geschiedenis
In 1955 is een Noord-Zuidroute aangelegd tussen Veenendaal en Oss. De N233 volgt dit traject tussen Rhenen en Ochten. De veerpont over de Waal bij Ochten is in 1974 uit de vaart genomen na de bouw van een brug over de Waal bij Echteld, de Prins Willem-Alexanderbrug. Deze brug was tot 1996 een tolbrug. Die brug vormt een belangrijke verbinding met het Land van Maas en Waal. De weg aan de zuidzijde van de Waal heet de 'Noord-Zuid'. Tussen de voormalige pont aan de Waal en de 'Waalbandijk' ligt nog steeds het (nu doodlopende) tracé van de oude rijksweg, compleet met 2 vrijliggende fietspaden die nergens meer heen leiden.
Een gedeelte van deze oude verbinding is nu N329 genummerd. 
In november 2008 is de Oostelijke Rondweg van Veenendaal voltooid. Deze omlegging ontlast Veenendaal van doorgaand verkeer en draagt bij aan een verbeterde doorstroming tussen Rhenen en de A12. De N233 is ten oosten van Veenendaal op de A12 aangesloten.
In september 2024 is bij Veenendaal het noordelijke gedeelte van de Rondweg-Oost verbreedt naar 2×2 rijstroken, vanaf de nieuwe aansluiting met Groenpoort tot aan rijksweg A12. Ook is er een extra aansluiting gemaakt bij de nieuwe wijk Groenpoort.
De weg fungeert niet alleen als regionale verbindingsroute maar als doorsteek tussen de A12 en A15. Met name als de veerponten over de Rijn uit de vaart genomen worden tijdens hoog water is de N233 zwaar overbelast en levert met name in Kesteren en Rhenen veel overlast op.

## Toekomstige ontwikkelingen
De aansluiting met de N320 bij Kesteren is in 2015 aangepast om verkeer vanuit de richting Culemborg de omweg door Kesteren te besparen wanneer men richting Rhenen wenst te rijden. Deze verbetering is onderdeel van een groter project om de doorstroming op de gehele N233 te verbeteren. Ook bij Achterberg zijn aanpassingen gedaan en de Rijnbrug wordt in de toekomst onder handen genomen.